# Into the light (Chris de Burgh)
Into the light is het achtste studioalbum van Chris de Burgh. Hij nam het onder leiding van muziekproducent Paul Hardiman met diverse musici op in de Marcus Recording Studio in Londen en The Manor in Oxford. Op het album staat De Burghs grootste hit The lady in red. De platenhoes was van Mike Doud.

## Musici
- zang – Chris de Burgh
- gitaar – Phil Palmer, Chris de Burgh en Danny McBride
- basgitaar – John Giblin, Pino Palladino en Al Marnie
- toetsinstrumenten – Andy Richards, Glenn Morrow en Nick Glennie-Smith
- slagwerk – Pete Van Hooke, Tony Beard en Jeff Phillips
- saxofoon – Gary Barnacle, Ian Kojima
- achtergrondzang – Carol Kenyon (The spirit of man)

De Burgh, McBride, Marnie, Morrow Phillips en Kojima vormden de concertband.

## Muziek
| Nr. | Titel                            | Duur |
| --- | -------------------------------- | ---- |
| 1.  | Last night                       | 6:07 |
| 2.  | Fire on the water                | 4:43 |
| 3.  | The ballroom of romance          | 4:26 |
| 4.  | The lady in red                  | 4:16 |
| 5.  | Say goodbye to it all            | 5:23 |
| 6.  | The spirit of man                | 4:40 |
| 7.  | Fatal hesitation                 | 4:16 |
| 8.  | One word (straight to the heart) | 4:30 |
| 9.  | For Rosanna                      | 3:39 |
| 10. | The leader                       | 2:16 |
| 11. | The vision                       | 3:13 |
| 12. | What about me?                   | 3:03 |

For Rosanna is geschreven voor zijn toen twee jaar oude dochter Rosanna Davison.

## Hitnotering
Vrijwel direct na het verschijnen kwam het album voor in de albumlijsten:
- Duitsland: aantal weken 62, hoogste notering plaats 2
- Ierland: hoogste plaats 1
- Nederland: aantal weken 24, hoogste notering plaats 9
- Nieuw-Zeeland: aantal weken 10, hoogste notering plaats 16
- Noorwegen: aantal weken 19, hoogste notering plaats 1
- Oostenrijk: aantal weken 6, hoogste notering plaats 19
- Verenigd Koninkrijk: aantal weken 29, hoogste notering plaats 2
- Verenigde Staten: hoogste notering plaats 25
- Zweden: aantal weken 10, hoogste notering plaats 20
- Zwitserland: aantal weken 34, hoogste notering plaats 2